# Río Columna
Le Río Columna est une rivière d'Argentine qui coule en Patagonie dans le département de Lago Buenos Aires de la province de Santa Cruz. C'est un des tributaires du lac Ghio. 

## Géographie
Le río Columna nait à l'extrémité orientale du lac Columna dont il est le seul émissaire. Long de quelque 11 km, son cours est orienté du nord-ouest vers le sud-est. Durant son parcours torrentueux, il forme une belle cascade. Il se jette dans le lac Ghio au niveau de son extrémité nord-ouest.   
Son bassin versant a une superficie de plus ou moins 450 km2.